# Víctor Espárrago
Artikeln följer den spanska namnseden; faderns efternamn är Espárrago och moderns efternamn Videla.
Víctor Rodolfo Espárrago Videla, född 6 oktober 1944 i Montevideo, är en tidigare uruguayansk fotbollsspelare och tränare. Han spelade för det uruguayanska landslaget från 1965 till 1974, och medverkade i 40 matcher med 1 gjort mål. Espárrago deltog i tre världsmästerskap i rad från 1966 till 1974, med en fjärdeplats vid VM-1970 som största merit. Han debuterade i landslaget den 4 december 1965, och spelade sin sista landskamp den 23 juni vid VM-1974 mot Sverige.
Espárrago spelade större delen av sin aktiva spelarkarriär för Montevideo-klubben Nacional. Han spelade 431 matcher och gjorde 62 mål för klubben under perioden 1966–73 och 1979–81.

### Fotnoter
1. 1 2  Luis Fernando Passo Alpuin. ”Appearances for Uruguay National Team”. RSSSF.com. Arkiverad från originalet den 28 juni 2011. https://web.archive.org/web/20110628200526/http://www.rsssf.com/miscellaneous/uru-recintlp.html. Läst 5 januari 2013.
2. ↑  ”1974 FIFA World Cup Germany; Sweden - Uruguay”. Fifa.com. Arkiverad från originalet den 21 juli 2011. https://web.archive.org/web/20110721174919/http://www.fifa.com/worldcup/archive/edition%3D39/results/matches/match%3D2181/report.html. Läst 5 januari 2013.
3. ↑  ”Club Nacional de Football – Víctor Espárrago”. NacionalDigital.com. Arkiverad från originalet den 25 februari 2009. https://web.archive.org/web/20090225034207/http://www.nacionaldigital.com/idolos/Idolos/esparrago.htm. Läst 5 januari 2013.